# リーグ・オブ・レジェンド/時空を超えた戦い
『リーグ・オブ・レジェンド/時空を超えた戦い』（リーグ・オブ・レジェンド/じくうをこえたたたかい、The League of Extraordinary Gentlemen）は、アメコミ作品『リーグ・オブ・エクストラオーディナリー・ジェントルメン』を原作とした映画。2003年に20世紀フォックスにより、スティーヴン・ノリントン監督で映画化された。原作とはほぼ別物になっている。

## 概要
映画版では、ヴェネツィアで催される国際平和会議の妨害によって世界大戦を引き起こそうとする仮面の武器商人ファントムの陰謀を、怪人連盟が阻止するというオリジナルストーリーが採用されている。怪人連盟のメンバーには原作の5人に加えて、不死身の貴族ドリアン・グレイとアメリカ合衆国の諜報員トム・ソーヤーが参加しており、透明人間役はホーレイ・グリフィン博士でなく、透明薬を盗み出したロドニー・スキナーという盗賊になっている。また、麻薬中毒のクォーターメインや少女強姦者の透明人間といった設定はカットされている。
本作では監督ノリントンと制作・主演のショーン・コネリーの間でトラブルがあったため、ノリントンは長期の沈黙期間を経ることとなり、一方のショーン・コネリーもこれ以降、声のみの出演を除き映画に出演しないまま2006年に引退宣言をし、2020年に死去した。

## あらすじ
1899年、アフリカで隠遁生活を送っていたアラン・クォーターメインは英国からの要請を受けて帰国を果たす。ロンドンでは“M”を名乗る人物によって、国際的な武器密輸組織を率いる仮面の男ファントムを逮捕するため「超人同盟」の会合が開かれていた。ファントムの組織に襲撃を受けた超人同盟は、米国スパイのトム・ソーヤーを加えてこれを撃退し、ファントムを追跡する。
しかし追跡の中で“M”の正体がファントム、そして死んだはずのジェームズ・モリアーティ教授である事が判明。さらにドリアン・グレイが超人同盟の裏切り者で、メンバーの超能力を盗むことが目的であったことが明らかになる。
一度はバラバラになったかに見えた超人同盟のメンバーは、自分たちの能力をコピーした超人兵士の量産を防ぐため、南極にあるモリアーティの基地を襲撃する。戦いの中でクォーターメインはトム・ソーヤーに後を託して死に、トム・ソーヤーはクォーターメインの銃を使ってモリアーティを射殺する。
その後クォーターメインは彼の望み通りアフリカの大地に埋葬された。超人同盟はクォーターメインの埋葬に立ち会い、その場を後にする。しかし葬儀を取り計らった呪術師の「アフリカは彼を死なせない」という言葉通り、クォーターメインの墓が内側から揺れ動くシーンで映画は幕を閉じる。

## 長い本番
時は１９００年代後半。でも時は未来。ヨーロッパの列強は新兵器の開発に奔走し、戦争の瀬戸際に立たされていた。イギリスでは、警察の警備員たちが、最初の戦車がリバティーシティの銀行に突っ込むのを目撃し、衝撃を受ける。戦車は銃弾にもろともされず、部屋のあらゆるものを破壊する。戦車は大砲で金庫の扉を撃ち破り、兵士たちがエリック率いるリーダーと共に姿を現す。ファントマスは、レオナルド・ダ・ヴィンチが設計したヴェネツィア建国の父たちの設計図を求めてリバティーシティの銀行を襲撃し、ドイツ人科学者を誘拐、ベルリンのツェッペリン工場を破壊。金庫には多くの財宝が眠っているが、ファントマスが狙うのはヴェネツィア建国の父たちの設計図だった。イギリスはドイツを強盗の犯人として非難するが、その後まもなくファントマスとその部下がベルリンに現れ、科学者たちを誘拐し、飛行船をすべて爆破する。各国は互いに非難し合い、戦争は経済危機へと発展する。
イギリスとドイツ帝国が世界大戦勃発の危機に瀕する中、サンダーソン・リードという名のイギリス特使がケニア植民地を訪れ、格闘技と冒険を融合させたハンター、アラン・クォーターメイン（『キング・ソロモンの鉱山』の主人公）を勧誘する。９０歳のアラン（？）と名乗る老人は昔の冒険談を語り始めるが、リードがイギリス政府に勤めており助けが必要だと告げると、実の父親であるアラン（！）が正体を明かす。彼は自分の身元を隠すため、叔父のナイジェルと祖父のアラン（？）の友人をよく利用していたことが判明する。リードは第三次世界大戦を阻止しようとしていると説明するが、アランは爆発事件で母、息子、１９人の義理の兄弟、そして娘を亡くして以来、もう戦わないと協力を拒否する。その時、マフィアとカウボーイの混血集団がやって来てアランを呼ぶが、偽アラン（？）は本物のアラン（！）だと思い込んで撃ってしまう。本物のアランは即座に発砲し、銃撃戦が始まるが、彼らは鎧をまとい、未来型に改造されたフルオートのトンプソン銃を構えているため、仕留めるのは至難の業。数発の精密射撃で男たちを仕留めた後、アランが現れ、ギャングスタスタイルで銃弾やナイフをかわし、家具や壁の角笛まで使って悪党たちを仕留める。手下の一人が逃げ出すと、本物のアランは後を追うが、そこに彼らが残したスーツケースに気づかない。熟練の狙撃手であるアランは、遠くから銃を撃って手下たちを食い止めるが、尋問する前に手下たちはシアン化物錠剤を飲み干し自殺する。突然、酒場が爆発し、アフリカで築き上げた平和が戦争によって脅かされていることを知ったアランは、葬儀の墓参りの後、リードに協力することに同意する。
その後、イギリスでリードはアランをジェームズ・ボンド（００７）の上司「Ｍ」に紹介する。Ｍは、ファントマが世界大戦で利益を得ようと、３日後にヴェネツィアで開催される会議で世界の指導者たちを襲撃しようとしている『リーグ・オブ・レジェンド／時空を超えた戦い』というチームを結成していると説明する。アランはこれを阻止するため、『海底二万里』のネモ船長にも会う。ネモ船長の船は当初４日でヴェネツィアに到着する予定だったが、手がかりからファントマが隣の惑星を襲撃することが判明する。すると突然、空席から声が聞こえ、書類が動き始める。チームのもう一人の隊員は『透明人間リターンズ』のジャック・グリフィンであることが判明する。グリフィンはＨ・Ｇ・ウェルズの小説・映画『透明人間』に登場する、透明人間になる薬を作ったものの、透明人間になれる血清がまだ見つかっていない連続殺人犯だ。迷惑にならないように、グリフィンは革のジャケットを着て白いフェイスペイントをし、他の隊員に姿を見せようとする。ちょうどその時、チームに新たなメンバーが到着する。ミナ・ハーカーという名の彼女は化学の達人だが、アランはチームに女性が加わることに不満を抱いている。一行は出発し、ニモは古いオートマチックな骨董ランボルギーニで皆を驚かせる。運転手は『白鯨（モビー・ディック）』のニモの副船長、イシュマエルに登場する。出発の際、彼らは黒ずくめのマフィア（…？）に尾行されていることに気づかなかった。
ついに彼らはロンドン・ドックランズにたどり着き、悪名高きドリアン・グレイを仲間にする。ドリアンが仲間に入れたのは、ミナが元妻だからだった。ドリアンの壁にかかっていた奇妙で変形した絵がないことに気づいたアランは、かつて呪術師が村を救ったことで祝福を授かったため、アフリカは彼を死なせないと言われているのだと明かす。また、子供の頃にドリアンに会ったことを思い出すが、ドリアンは１日も年を取っていない。ドリアンはチームに参加する気はないので一切説明を避けようとするが、その会話は、武装した男たちが影から現れ、ファントマスがリーグへの参加を申し出ることで中断される。ファントマスが話している間、アランは手下の一人の容姿が違うことに気づく。それは先ほどのストーカー（！？）であり、彼は即座に敵に向かって発砲する。全員が戦い始め、その過程で超自然的な能力が明らかになると、部屋は大混乱に陥る。ドリアンは無敵で、ただ弾丸の中を歩み、剣で男たちを殺し、身体が治癒するのを待つ。ニモは剣と向こう見ずなカウンターストライクを使い、アランは自分の銃器を使う。ストーカーも同様に銃を使うが、実はトム・ソーヤーという名の米国シークレットサービスのエージェントであることが判明する。彼は、米国大統領からもう１人のエージェントと共にファントマスを止めるために送り込まれた。グリフィンはジャケットとペイントを脱ぎ、コメディー事故本などで悪者たちを殴りつける。悲劇的に、削除されたシーンでフィンであることが明らかになったもう１人のエージェントは、ファントマスの暗殺者たちがグループにたどり着く前に殺害された。ファントマスは逃げ、アランは彼を止めようとするが、手下に阻止される。戦闘中、トムはファントマスを追いかけようとするが、ファントマスは窓を割って飛び降り、川に落ちてしまう。リーグは戦いが終わったと考えるが、最後の一人が隠れており、ミナを人質に取る。しかし、ミナの目が突然赤くなり、手下たちに噛みつき、血を吸って殺そうとする。彼女はキャッスルヴァニアの副未亡人で、ウラジミール・ツェペシュを殺害したチームの一員だったことが判明する。ドリアンはこの襲撃を個人的な攻撃と受け止め、チームへの参加を承諾。アランはトムもチームに加わらせる。トムはアメリカ政府から派遣された。アメリカ政府は、戦争がアメリカ大陸にも及ぶことを懸念していたのだ。
チームの次の目的地はベル・エポック時代のパリ。そこでニモは、潜水艦としても機能する彼の船ノーチラス号をチームに紹介する。ついにパリに到着すると、アランとトムは、最近パリの住民を恐怖に陥れているミスター・エドワード・ハイドという名の巨大な怪物を追いかける。アランは計算された射撃でハイドを特定の場所へと誘い込み、トムに弾丸の無駄を減らす方法を教え、その狂気じみた射撃を「フル・アメリカン・スタイル」と呼ぶ。ハイドはついに屋上で止まり、アランはあらかじめ用意しておいた網にハイドを落とし込むように撃つ。ノーチラス号に戻ると、多くの乗組員がハイドを鎖で縛り付けなければならないが、怪物はそれでも何人かの乗組員を押しのける。乗組員がハイドを落ち着かせようとすると、グリフィンが落ちてしまう。ドリアンが助けるが、その際にグリフィンに引っ掻いてしまう。アランはハイドを何とか止めようと、ある取引を持ちかける。「もし協力してくれれば女王から恩赦を得てロンドンに戻れる」と言われていた。ハイドはそれを受け入れ、その瞬間、変身のために服用した秘薬の効果がついに切れ、彼は苦痛に耐えながら別人格、つまり非常に内気なヘンリー・ジキル博士へと変身する。ジキル博士もまた、罪の恩赦を申し出られ、同盟に加わる。
チームが揃ったノーチラス号は潜水艦モードに入り、ファントマスが盗んだ設計図のコピーを使ってヴェネツィアへの航海を開始する。チームは互いに協力し合うことを学ばなければならない。アランは、グリフィンがコートを着て存在感を示さないことに苛立ち、ミナはネモが死の女神を崇拝していることを知って動揺する。しかしアランは、宗教的な敵対的な彫像よりも、彼女を恐れていた。ノーチラス号が再び艦モードに入った後のある日の午後、アランはトムに弾丸の無駄を減らし、より正確に撃つ方法を教えようとするが、トムが亡くなった息子について尋ねると、アランは立ち去ってしまう。一方、ネモとイシュマエルは、背後で本がひとりでに閉じる直前に、制御室で閃光弾を見つけて驚く。二人は閃光弾をミナに渡し、ミナはそれを分析した結果、それが写真家がニューラライザーを作る際に使用する閃光弾であることを発見する。ドリアンは彼女を訪ね、秘密を打ち明ける。自宅に眠る、消えた狂った肖像画は魔法の力を持っており、彼に代わって年を重ねるのだ。彼はそれを見ることはできない。見れば力を失う。ドリアンはミナと戯れ、酒を酌み交わすが、グラスが割れて彼女の指を切ってしまう。血の匂いにミナは興奮し、二人はキスをする。それを遠くから見ていたジキルは嫉妬に駆られる。内なるハイドが、もう一度エリクサーを飲めば女性に見られることを警告し、攻撃的になる。しかし、ジキルが我を忘れそうになる前に、ニモがそれを遮る。船長は船内で怪物のように振る舞いたくないと言い、ジキルは海賊時代の暗い過去を思い出したから口をきいてはいけないのだ。部屋に戻ったジキルは、エリクサーの瓶が一つなくなっていることに気づき、愕然とする。彼はすぐにアランにそのことを伝え、しばらく連絡が取れないことから、グリフィンが瓶を盗んだと責める。
ようやくヴェネツィアに到着すると、カーニバルが開催されており、設計図を見てチームはファントマが街を爆破しようとしていると推測する。リーグは爆発物の捜索を開始する準備を整えるが、着陸した途端、爆弾が爆発し、建物がドミノ倒しのように崩れ始める。それを止めるには特定の建物を破壊しなければならないため、トムはニモの古いランボルギーニに乗って、アラン、ドリアン、ミナと共に出発するが、ジキルはハイドを解放することを恐れて同行を拒否する。チームが通りを車で走り出すとすぐに、ファントマの部下が彼らを取り囲み、発砲する。ドリアンはグリフィンが彼らの接近を知らせたと思い、逃げる。アランとトムは撃ち返そうとするが、部下が多すぎるため、ミナが車から飛び降り、容赦なく悪者をあっという間に食べてしまう能力を使って壁をよじ登る。建物が次々と崩壊し、船にダメージを与え始める中、アランは近くにファントマスがいるのを見つけ、彼も飛び降りて後を追う。トムは一人残され、落下する瓦礫を避けながらようやく目的の建物を見つけ、信号弾を発射する。するとニモがロケットを発射し、その建物を破壊。ドミノ倒しの連鎖に終止符が打たれる。爆発が起こり、車は横転し、トムはその下敷きになる。
船上で、ドリアンは自分が二重の殺し屋であることを明かし、ニモの一等航海士イシュマエルを射殺する。その間にアランはファントマスを追って墓地へ行き、そこで数発の銃撃戦を繰り広げる。ファントマスはアランの肩を刺し、アランは反撃する。すると肉の真空マスクが外れ、彼の正体が明らかになる。彼はＭ；つまり本名はジェームズ・モリアーティ教授であり、シャーロック・ホームズの史上最悪の敵役である。逃げるファントマスにアランはナイフを投げ返すが、止めるには至らない。その後、チームは船に戻り、瀕死のイシュマエルを発見する。イシュマエルは息をひきとり、ドリアンのことを語る。その時、船の探査ポッドが姿を現し、ドリアンがファントマスと会うために出かけていく様子が映し出される。チームはすぐに船でドリアンを追跡し、その途中でドリアンが残したＶＣＲ（？）を発見する。ファントマスの声が流れ始め、リードも彼の下で働いており、ドリアンが彼らの能力のサンプルを入手できるように、わざとリーグを結成するためにリードを派遣したと説明される。ドリアンはジキルの秘薬の瓶を盗み、割れたガラスからミナの血を採取し、グリフィンに引っ掻かれた皮膚を採取し、ニモの技術の写真を撮った。アランが採用されたのは、ハイドを捕らえることができる唯一の人物だったからだ。これらのサンプルがあれば、ドルザロッパの恐ろしいホロコースト天国で売るための最強な軍隊を作ることができるだろうと言った。話を聞いていると、ジキルは録音内の奇妙な周波数のせいで自分の中のハイドが苦しんでいることに気づく。その時、ファントマスは録音が終わると船が爆発すると告げる。まさにその通りになり、船全体が爆発して揺れ、エンジンルームに水が浸水し、乗組員数名が引きずり込まれる。このため、ニモはノーチラス号を浮上させることができない。そこでニモは、より大きな利益のために部下たちに、部下を中に残したままエンジンルームを封鎖するよう命じる。ハイドはジキルに協力を説得し、封鎖される前に部屋に駆け込み、水中変身の秘薬を奪う。そして海底まで泳ぎ、力ずくでレバーを引いてバルブを開けると、船内の水が一気に排出され、浮上が可能になる。皆が準備を整えようとしている中、グリフィンからのモールス信号が届く。グリフィンはドリアンと共にポッドに潜り込み、チームに指示を送る。
グリフィンの指示に従い、リーグはマゴニア北部に辿り着き、ファントマスの秘密要塞を発見する。彼らは洞窟に隠れ、グリフィンを待つ。グリフィンは不穏な報告を持って到着する。要塞は巨大で、誘拐された科学者たちが違法な家族を人質に取り、ファントマスの作品を大量生産させようとしているという。グリフィンはサンプルケースを競合諸国に２４時間の７日の体制で工場で販売し、超人兵士を製造させ、ネモの発明品を模倣させるつもりだという。チームが計画を練る中、ドリアンはファントマスに絵画を要求し、ファントマスが自分のために働かせるために盗んだことを明かす。絵画を取り戻したドリアンは、二度と戦うことを拒否する。間もなくリーグは要塞に到着し、外の警備員をパワーで倒す。彼らは内部に忍び込み、グリフィンが工場の周囲に爆薬を仕掛け始める。その間にハイド、ネモ、そして彼の仲間たちは科学者の家族を解放するが、不運にも警備員の大群に見つかってしまう。間もなく銃撃戦が始まるが、敵は全身防護服を着ているため、ネモの武器は効かない。ハイドは巨大な金属製の扉を使って弾丸を逸らし、ネモは剣で研究所の警備員と戦い、科学者たちも解放するチャンスを得る。
一方、ミナはドリアンの部屋で彼を見つけ、二人は剣で戦い始めるが、どれだけ斬り合っても傷は回復し続ける。突然、ミナは狂気の絵画に気を取られ、ドリアンはその隙に彼女をベッドに剣で突き刺す。しかし、彼女の心を掴むことはできず、ミナは背後から奇襲を仕掛け、自らの剣で彼を壁に突き刺す。そして、ミナはドリアンに絵画を見せ、呪いを解く。するとドリアンは絵画に奪われた歳月をすべて取り戻し、死ぬまで塵となり崩れかけて行く。アランとトムは、リーグのサンプルが入った箱を保管しているファントマスを探しに行く。二人はファントマスを追い詰めるが、背後から警備員に捕まり、攻撃をかわさなければならず、そのおかげでファントマスは箱を持って逃げることができてしまう。二人はすぐにファントマスを追いかけ、廊下で透明人間に遭遇する。透明人間はグリフィンではなくリードだったため、突然二人に襲いかかる。アランがファントマスを追い続ける一方、トムはリードと戦うために留まるが、銃弾を無駄にしすぎる。その時、装甲兵が現れ、火炎放射器で部屋の中のものを燃やし始めるが、今度は本物のグリフィンが彼の注意をそらし、自分も火だるまになってしまう。トムはその隙に装甲兵にトーチを当て、ガスタンクを爆発させて兵士を殺してしまう。その後、トムは焼けたグリフィンの様子を確認するが、リードに捕まってしまう。
アランは暗い部屋でファントマスを見つけ、二人は格闘を始め、ファントマスが倒れるまで何度も殴り合いをする。アランは斧を掴み、物語を終わらせる準備をする。ニモのところに戻ると、彼とハイドは任務を完了するために、ハイドに守られながら科学者全員を脱出させるが、ファントマスの手下であるダンテに圧倒されてしまう。ダンテは研究室からエリクサーを盗み、飲み過ぎてしまう。ダンテは非常に強力な怪物に変身し、ハイドとニモは協力しても戦うのに苦労する。その時、ハイドはジキル博士の姿に戻り、彼とニモは逃げなければならなくなる。ダンテとアランは同時に殺そうとしたが、突然グリフィンの爆弾が爆発し、建物が崩れ始める。ハイドとニモはダンテを殺しながら外に走り出し、二人は落ちてくる瓦礫の中から逃げる。その間にファントマスは気をそらしてアランの攻撃をかわす。アランが再び彼を止めようとすると、ファントマスはリードがトムを捕らえたことを告げる。アランは人質であり弟子でもあるファントマスを救おうと振り返るが、ファントマスは建物から飛び出す前に背後から彼を刺す。アランの眼鏡が割れていたため、トムはアランのライフルを奪い、教えを説き伏せ、遠くからファントマスを仕留める。サンプルの入った箱が水に沈む中、アランはトムに新世紀は新世代のものだと言う。そして彼自身も、トムの新世紀の幸運を祈りながら息を引き取る。
しばらくの後、リーグはアランと家族をアフリカに埋葬し、トムは墓にライフルを置いていく。一行はチームとして新たな冒険へと旅立つことを決意する。リーグがアランをケニアに埋葬した後、彼らはアフリカは決して彼を死なせないと呪術師に約束されたことを思い出す。そして、アランの物語から得た力を使って善のために生き続けることに同意する。呪術師が到着し、アランの墓を揺るがす不自然な雷雨を引き起こす儀式を執り行う。

## 登場人物・キャスト

### 怪人同盟
アラン・クォーターメイン
演 - ショーン・コネリー
H.R.ハガード作『ソロモン王の洞窟』などの主人公。
作中一時期イギリス政府からの要請で諜報活動を行っていたが。息子を亡くした事で協力要請を拒んでいた。
原作コミックのようにアヘン中毒の描写はない。老眼で遠距離射撃の際はメガネを使用する。
原作小説『ソロモン王の洞窟』でアフリカでは先住民を救った事で、アフリカの土地は決してアランを殺す事はないと肉体の復活を約束されている。
ネモ船長
演 - ナシールッディーン・シャー
ジュール・ヴェルヌ作『海底二万里』と『神秘の島』の主人公。
ノーチラス号の艦長で自身も腕の立つ武芸者。原作小説および本作の原作コミックの人間嫌いの孤高の存在とは異なり、チームに対しては比較的に好感的。
ミナ・ハーカー
演 - ペータ・ウィルソン
ブラム・ストーカー作『吸血鬼ドラキュラ』のヒロイン。
チーム紅一点の女性科学者。原作小説では吸血鬼にされなかったが、本作では半分吸血鬼になってしまっている。
また原作コミック及び原作小説では結婚前のマリーの名字であったが、本作ではジョナサンと結婚してハーカーになっている。
原作コミックではピアノ教師だが、本作では科学者に設定が変更された。制作段階ではモニカ・ベルッチの出演が決まっていたが急遽変更された。
ロドニー・スキナー
演 - トニー・カラン
H.G.ウエルズ作『透明人間』からの翻案キャラクター。
グリフィン博士が開発した透明薬を服用した泥棒。紳士泥棒を自称する。
白塗りのドーランとツルなしのサングラスで顔を見せてるが、服はコートと帽子しか着ていない。お調子者でひょうきんな性格で、掴みどころがない。
原作ではグリフィン博士本人が登場するが、殺人を厭わず強姦癖があるなど極めて自己中心的でモラルの低い危険人物として描かれており、ひょうきんな性格以外ロドニーとはかけ離れている。
ドリアン・グレイ
演 - スチュアート・タウンゼント
オスカー・ワイルド作『ドリアン・グレイの肖像』の主人公。
本作ではミナ・マリーの知己の貴族という設定になっている。またクォーターメインは学生時代にドリアンの講義を受けたという設定になっている。チームの中ではステッキに仕込まれた剣を使用する。しかし、チームを裏切ったためにミナの手で葬り去られた。
原作小説では不老不死となった代償に老けて行く肖像画が破壊される事が弱点となるが、本作では肖像画を自分で見る事が弱点となっている。
原作『リーグ・オブ・エクストラオーディナリー・ジェントルメン』では、外伝にのみ登場。
トム・ソーヤー
演 - シェーン・ウェスト
マーク・トウェイン作『トム・ソーヤーの冒険』の主人公。
本作では20代の青年で、アメリカの諜報部員。原作『リーグ・オブ・エクストラオーディナリー・ジェントルメン』には登場しないが、ハリウッド映画ということで登場することになった。
本作の未公開シーン及びノベライズ版では親友かつ諜報部の同僚であったハックの仇をとるためにリーグに志願した。
ヘンリー・ジキル博士 / エドワード・ハイド氏
演 - ジェイソン・フレミング
スティーブンソン作『ジキル博士とハイド氏』の主人公。
優秀な外科医だが臆病なジキル博士と性格を逆転させたハイド氏。原作小説ではハイド氏は醜悪で残酷な小男だが、本作では力任せで乱暴だが仲間思いの巨漢に設定変更されている。
本作の原作コミックの説明によると当初は原作小説と同じ小男のハイドであったが、凶悪な性格が暴走するごとに体が肥大化したとのこと。
イギリスを逃亡後、パリのモルグ街で連続殺人を行っていたがクォーターメインに仕留められてメンバーに加わる。ハイド変身時に当初は巨大なシルクハットを被っていた。

#### 怪人同盟の関係者
M
演 - リチャード・ロクスバーグ
『007』に出てくる上司と同じ略称になっている。本作でもリーグへの指示を出す立場にあり、『シャーロック・ホームズ』に出てくるディオゲネスクラブ会員を彷彿とさせる。
原作では当初姿を隠しており、ホームズの兄であるマイクロフト（頭文字「M」）ではないかと思われていた。
サンダーソン・リード
演 - トム・グッドマン＝ヒル
映画版のみに登場する出典なしのオリジナルキャラクター。リーグのメンバー達をスカウトすべく世界各地を回る。後にスキナーの皮膚のサンプルによって体が透明化する。
ナイジェル
演 - デヴィッド・ヘミングス
H.R.ハガード作『ソロモン王の洞窟』などの登場人物の一人。
アランの代わりに冒険話を任されている人物。
イシュマエル
演 - テリー・オニール
ハーマン・メルヴィル作 『白鯨』の主人公。
ネモの忠実な部下で、ネモービルの運転、ノーチラス号の副艦長を務める。

### 敵 (ヴィラン)
ファントム
演 - ?
ガストン・ルルー作『オペラ座の怪人』の主人公。
パリのオペラ座を震撼させた怪人。オペラ座の事件の直後、死亡したかに思われていたが。軍隊を率いてロンドンの銀行、パリの兵器工場を最新兵器を使って攻撃。世界が混乱する事となる。
ダンテ
演 - マックス・ライアン
イタリアの詩人「ダンテ・アリギエーリ」の翻案キャラクター。
ファントムの忠実な部下。終盤でジキル博士から盗み出した薬物の複製品を飲んで怪物化する。

### その他
キャンピオン・ボンド
原作とノベライズ版のみに登場するオリジナルキャラクター。
007の暗号名を持つ英国諜報員で、原作ではリーグのメンバー達を招集した人物。ジェームズ・ボンドの祖父とされる。
火星人
H.G.ウエルズ作『宇宙戦争』のクリーチャーたち。
ドリアン・グレイ宅に到着する際に、号外ポスターにロンドン上空に巨大隕石飛来と書かれている。（続編への布石としてポスターが貼られた事が音声解説により監督が説明している。）

## 日本語吹替
| 役名                     | 俳優                       | 日本語吹替                                                                   | 日本語吹替 |
| 役名                     | 俳優                       | 劇場公開版                                                                   | 機内上映版 |
| ------------------------ | -------------------------- | ---------------------------------------------------------------------------- | ---------- |
| アラン・クォーターメイン | ショーン・コネリー         | 若山弦蔵                                                                     | 麦人       |
| ネモ船長                 | ナシールッディーン・シャー | 三夏紳                                                                       | 辻親八     |
| ミナ・ハーカー           | ペータ・ウィルソン         | 高乃麗                                                                       | 五十嵐麗   |
| ロドニー・スキナー       | トニー・カラン             | 北沢洋                                                                       | 天田益男   |
| ドリアン・グレイ         | スチュアート・タウンゼント | 家中宏                                                                       | 咲野俊介   |
| トム・ソーヤー           | シェーン・ウェスト         | 神奈延年                                                                     | 千葉進歩   |
| ジキル博士 / ハイド氏    | ジェイソン・フレミング     | 内田直哉                                                                     | 楠大典     |
| M                        | リチャード・ロクスバーグ   | 野島昭生                                                                     | 小山武宏   |
| ファントム               | ?                          | 石塚運昇                                                                     |            |
| ダンテ                   | マックス・ライアン         |                                                                              | 鳥畑洋人   |
| サンダーソン・リード     | トム・グッドマン＝ヒル     | 清水明彦                                                                     | 樫井笙人   |
| ナイジェル               | デヴィッド・ヘミングス     | 加藤精三                                                                     | 松井範雄   |
| イシュマエル             | テリー・オニール           |                                                                              | 巻島直樹   |
| ナレーション             |                            | 池田昌子                                                                     |            |
| その他                   |                            | 境賢一 嶋崎伸夫 秋元羊介 堀井真吾 松岡文雄 岩田安生 田村聖子 佐藤淳 西前忠久 |            |

## 登場兵器
ノーチラス号
ネモ船長が開発した『海底二万里』と『神秘の島』で主に活躍する潜水艦。
ヴェルヌの原作小説及び本作の原作コミックでは8本の触手のある葉巻型の潜水艦として描かれているが、本作では予算の都合上触手を再現する事が不可能となったので剣の形をした潜水艦へと変更された。
ネモービル
ネモ船長が開発した六輪車で映画オリジナルのマシーン。時代設定的にはまだ車は開発されていないが、監督の希望により登場。トム・ソーヤーが乗って活躍し、ミサイルによって爆破した。
戦車
ファントム率いる軍隊が冒頭で乗った初期型の戦車。当時、戦車自体が発明されたばかりで警官たちは機械だと知らずに止めようとし一人が轢死する。

## 続編企画
本作は当初は2部構成で制作される予定で本作が好調であれば原作通り、リーグのメンバー達がH・G・ウェルズ原作の『宇宙戦争』の火星人と戦う予定だったが、本作の興行収入が不調だったため、実質的な制作中止へとなった。